# Železniční trať Hrochův Týnec – Chrast u Chrudimi
Železniční trať Hrochův Týnec – Chrast u Chrudimi je zrušená regionální dráha ve východních Čechách. Provoz na trati byl oficiálně zahájen 25. září 1899, kvůli hospodářské krizi byla v roce 1934 osobní doprava nahrazena autobusovou linkou. Přeprava osob byla obnovena 16. listopadu 1941. V jízdním řádu pro cestující byla trať naposledy uváděna v tabulce označené 1d. Provoz na trati byl ukončen 31. ledna 1978, pro nákladní dopravu zůstal pouze úsek Chrast – Chrast město, který byl zlikvidován v roce 2005.

## Historie
Listina o koncesi byla vydána dne 26. května 1897 „ke stavbě lokomotivní železnice ze stanice Heřmanova Městce privilegovanou společností Rakousko-uherské dráhy státní přes Chrudim, Hrochův Týnec, Moravany a Holice do Borohrádku s odbočkou z Hrochova Týnce do Chrasti. Dráha budiž postavena jako dráha místní o rozchodu pravidelném“.
„Koncessionáři jsou povinni stavbu povolené železnic ihned po obdrženém povolení stavebním započíti, ji nejdéle do dvou let dokonati, vystavěnou dráhu pak veřejné vozbě odevzadati a po celou dobu koncesse pravidelnou vozbu po ní provozovati“.
Vyhláškou ze dne 12. května 1899 byla lhůta prodloužena do 31. srpna 1899.
Dráhu vlastnila „Místní dráha Chrudimsko-holická“ od září 1899 až do svého zestátnění 1. 1. 1925.
V roce 1900 byly podle tehdejšího jízdního řádu v provozu tyto stanice:
Hrochův Týnec, Rosice-Seslávky, Chrašice, Chrast město, Chrast

## Provoz na trati
| rok                                                                                 | trať                                  | počet vlaků |
| ----------------------------------------------------------------------------------- | ------------------------------------- | ----------- |
| 1900                                                                                | 107 Hrochův Týnec - Chrast            | 2 Sm        |
| 1921 léto                                                                           | 10 Hrochův Týnec – Chrast u Chrudimě  | 2 Sm        |
| 1925 léto                                                                           | 157 Hrochův Týnec – Chrast u Chrudimě | 2 N         |
| 1931/32 zima                                                                        | 157 Hrochův Týnec – Chrast u Chrudimě | 4 Os        |
| 1945/46                                                                             | 1d Hrochův Týnec – Chrast u Chrudimě  | 5 Os        |
| 1959/60                                                                             | 1h Hrochův Týnec – Chrast u Chrudimě  | 8 Os        |
| 1975/76                                                                             | 1d Hrochův Týnec – Chrast u Chrudimě  | 6 Os        |
| Vysvětlivky Sm – smíšený vlak, N – nákladní vlak s přepravou osob, Os – osobní vlak |                                       |             |